# Unicon
Unicon é uma linguagem de programação interpretada de alto nível, que foi criada como dialeto de Icon, para oferecer suporte a programação orientada a objetos, e inserir novas funções e capacidades a linguagem. Seu nome é a abreviação de: “Unified Extended Dialect of Icon” (que significa: “Dialeto Estendido Unificado de Icon”).
O Unicon é desenvolvido a partir do código fonte do Icon, que está em domínio público, tornando-o assim compatível ou, ao menos muito semelhante, com o Icon. Seus desenvolvedores dizem que manter o Unicon compatível com o Icon não é um de seus compromissos, porém dizem que o Unicon é, figurativamente, 99,9% compatível com o Icon.

## Exemplo de código
```
procedure
 
main
()

   
write
(
"Olá Mundo!"
)

end

```